# Hendrik Mol
Hendrik Nikolai Mol (Strandvik, 10 de março de 1994) é um ex-voleibolista indoor e atualmente jogador de vôlei de praia norueguês, e que foi medalhista de prata no Campeonato Europeu de Vôlei de Praia Sub-22 de 2013 a Bulgária e também na edição do Campeonato Mundial Sub-23 de 2014 na Polônia.

## Carreira
Ele vem de uma família de desportistas,  filho da ex-voleibolista indoor e de praia Merita Berntsen que disputou os Jogos Olímpicos de Atlanta em 1996, cujo pai é o técnico e ex-voleibolista Kåre Mol, também é irmão do jogadores de vôlei de praia Anders Mol, Markus Mol e Adrian Mol,  também sua irmã  Melina é praticante das modalidades. 
Em 2012, competia no vôlei de praia, estreou ao lado de Lars Retterholt no circuito europeu, no ano seguinte também, quando foram competir no Campeonato Mundial de Voleibol de Praia Sub-23 em Mysłowice finalizando em nono lugarFormou-se em 2013 na Sauda videregående skole, em Sand, chegou a competir pelo clube Nyborg VBK por três anos e foi campeão nacional na categoria Sub-19, também jogou vôlei de praia, formando dupla com Lars Fredrik Tvinde e sagrou-se vice-campeão do Campeonato Europeu de Voleibol de Praia Sub-22 de 2013, realizado em Varna.Em 2014, competiu com Lars Retterholt no circuito europeu, depois com Lars Fredrik Tvinde, e com este esteve na edição do Campeonato Mundial de Voleibol de Praia Sub-23 de 2014 em Mysłowice conquistando a medalha de prata e disputou ao lado de Christian Sørum o Campeonato Mundial Sub-21 em Lárnaca e foram semifinalistas.
Ainda em 2014 foi estudar nos Estados Unidos e ingressou na Universidade do Havaí em Manoa e como calouro competiu pelo time de voleibol de quadra e jogou 16 partidas, atuando em 29 sets na posição de oposto, com média de ataques de 0,66, de recuperações de 0,24 por set; no ano seguinte com 12 jogos disputados, registrou 11 pontos de ataques, seis pontos de saque, oito recuperações e três bloqueios, ficando de fora do restante da temporada por problemas médicos.Em 2016, iniciou a temporada como central, atuando em 28 jogos, com média de 0,99 bloqueios por set, de 0,97 pontos de ataques, e eficiência de 0,351, além de nove aces. Na temporada de 2017, foi nomeado para o AVCA All-America recebendo menção honrosa, entrando pra o segundo time All-MPSF, jogando 32 partidas, terminou em 15º no ranking nacional em bloqueio com média de 1,04 por set, sofreu lesões no tornozelo.
Em 2015, estreia no circuito mundial, ao lado de  Lars Fredrik Tvinde, no Grand Slam de Yokohama, já com Bjarne Huus esteve no Grand Slam de Long Beach.Com Lars Fredrik Tvinde esteve no Aberto de Cincinnati  de 2016, também nos Major Series de Poreč e Gstaad; disputaram a edição do Campeonato Mundial Universitário de 2016 em Pärnu e terminaram em quarto lugar. 
Ainda em 2016, passa a jogar com seu primo Mathias Berntsen, após lesão mencionada em 2017, retornaram em 2018 a competir no circuito mundial, e com melhor resultado da dupla, o quinto lugar no torneio três estrelas em Mersin e obtiveram o décimo sétimo lugar no Campeonato Europeu de Voleibol de Praia de 2018 em Haia. Na temporada de 2019, inicia com Christian Sørum no torneio quatro estrelas de Doha, no quatro estrelas de Xiamen retoma a parceria com Mathias Berntsen, terminaram em quarto na etapa nacional em Ebensee, e tiveram melhores resultados os quintos lugares no torneio duas estrelas de Aydın e no três estrelas de Edmonton, a primeira medalha da dupla ocorreu no uma estrela de Oslo, ainda terminaram em sétimo no Classificatório Olímpico em Haiyang, disputaram o FIVB World Tour Finals de 2019 em Roma e terminaram na vigésima quinta posição.
Em 2020, esteve com Mathias Berntsen na disputa do Campeonato Europeu de Voleibol de Praia em Jūrmala e terminaram em quinto lugar e terminaram em trigésimo terceiro lugar no torneio quatro estrelas de Doha. No ano seguinte, continuaram na parceria, exceto no segundo evento quatro estrelas em Cancún, quando competiu com Svein Solhaug; e com Mathias teve como melhor resultado, o nono lugar no quatro estrelas de Gstaad. Na temporada de 2022, competiram no Elite 16 de Rosarito, Jūrmala, Gstadd (nono lugar), Paris (nono lugar), Cidade do Cabo (nono lugar), Torquay (quinto) e Uberlândia (quinto), depois, conquistaram o quinto lugar no Challenge de Kuşadası, alcançaram pódio no Challenge de Agadir, ou seja, a medalha de prata, terminaram em décimo sétimo lugar no Campeonato Mundial de 2022 em Roma e também no Campeonato Europeu de Voleibol de Praia de 2022em Munique.
Na jornada de 2023, permaneceu com Mathias Berntsen, conquistando o bronze no Challenge de Itapema, conquistaram o primeiro lugar na Continental Cup em Lillesand (grupo A), terminaram em nono lugar nos Challenges de Jūrmala e Espinho, décima sétima posição no Elite 16 de Gstaad, mesmo posto obtido no Campeonato Europeu de Viena e conquistaram a prata no Challenge de Edmonton.Disputaram a edição do Campeonato Mundial de Vôlei de Praia de 2023 nas cidades mexicanas de Tlaxcala de Xicohténcatl,  Apizaco e Huamantla terminaram em décimo sétimo lugar.

## Títulos e resultados
- Challenge de Edmonton do Circuito Mundial de Vôlei de Praia de 2023
- Challenge de Agadir do Circuito Mundial de Vôlei de Praia de 2022
- Challenge de Itapema do Circuito Mundial de Vôlei de Praia de 2023
- Torneio 1* de Oslo do Circuito Mundial de Vôlei de Praia de 2019
- Campeonato Mundial Universitário de Voleibol de Praia de 2016
- Campeonato Mundial de Voleibol de Praia Sub-21 de 2014